# Pelourinho de Redondos
O Pelourinho de Redondos é um pelourinho situado na freguesia de Buarcos, no município de Figueira da Foz, no Distrito de Coimbra, em Portugal.
Está classificado como Imóvel de Interesse Público.